# Ка Крема (Венеција)
Ка Крема (итал. Ca' Crema) је насеље у Италији у округу Венеција, региону Венето.
Према процени из 2011. у насељу је живело 57 становника. Насеље се налази на надморској висини од 0 м.